# Peter Francis James
Peter Francis James (Chicago, 16 september 1956) is een Amerikaans acteur.

## Carrière
James is naast acteur ook actief als leraar in acteren aan de Yale-universiteit in New Haven (Connecticut).

## Filmografie

### Films
Uitgezonderd korte films.
- 2017 Present Laughter - als Henry Lyppiatt
- 2017 The Only Living Boy in New York - als Peter
- 2017 Rough Night - als Jack Eason
- 2015 True Story - als Colin Parker
- 2014 The Humbling - als Kent
- 2014 Song One - als neuroloog
- 2012 The Pack – als Marc Forrest
- 2010 The Losers – als Fadhil
- 2009 The Rebound – als dokter
- 2009 The Messenger – als dr. Grosso
- 2002 The Rosa Parks Story – als Raymond Parks
- 2000 Love Song – als Alfred Livingston
- 2000 Joe Gould's Secret – als man op feest
- 1999 Double Platinum – als Martin Holly
- 1998 The Wedding – als Isaac Coles
- 1998 Montana – als Lawrence
- 1998 Ruby Bridges – als dr. Broyard
- 1991 The Cabinet of Dr. Ramirez – als conciërge
- 1982 Long Day's Journey Into Night – als Edmund Tyrone
- 1979 Coriolanus – als diverse karakters

### Televisieseries
Uitgezonderd eenmalige gastrollen.
- 2019 - 2023 Godfather of Harlem - als Archie - 8 afl.
- 2020 Next - als Terrence Wilson - 3 afl.
- 2020 Katy Keene - als mr. Cabot - 5 afl.
- 2019 The Bold Type - als Bobby O'Neill - 2 afl.
- 2008 – 2010 Law & Order – als rechter John Laramie – 4 afl.
- 2000 – 2009 Guiding Light – als Clayton Boudreau – 8 afl.
- 2003 Oz – als Jahfree Neema – 4 afl.
- 2000 - 2001 Courage the Cowardly Dog - als stem - 12 afl.
- 2000 Law & Order: Special Victims Unit – als rechter Kevin Beck – 5 afl.
- 1989 – 1992 As the World Turns – als Blake Stevens - 8 afl.
- 1981 The Edge of Night - als Marcus - 3 afl.